# Retrato de Muhammad Dervish Khan
Retrato de Muhammad Dervish Khan es un retrato al óleo sobre lienzo de 1788 de Marie-Louise-Élisabeth Vigée-Lebrun. Fue vendido en Sotheby's por 7,185.900 dólares en 2019.
Apareció en la exposición de 2004 Encuentros: el encuentro de Asia y Europa 1500-1800 en el Museo de Victoria y Alberto, donde recibió atención internacional por primera vez como un retrato inusualmente monumental de un hombre de Mysore. Muhammad Dervish Khan fue uno de los tres embajadores ante la corte francesa enviados por Tipu Sultan. El retrato nunca se vendió, aunque Vigée Le Brun huyó de París y lo dejó atrás cuando la ciudad fue asaltada.

## Trasfondo
El 16 de julio de 1788, casi un año antes del día de la toma de la Bastilla, llegaron a París los tres embajadores desde Mysore. Muhammad Dervish Khan, el principal embajador, junto con el erudito Akbar Ali Khan y el anciano Muhammad Usman Khan, fueron enviados por el sultán Tipu (1750-1799) que buscaba conseguir el apoyo de Luis XVI en su intento de expulsar a los británicos de la India, desconociendo que el poder del rey se estaba desmoronando y que el gusto del soberano por los productos extranjeros exóticos en comparación con los productos nacionales estaba causando tensión en el país. En un volátil entorno prerrevolucionario, su llegada causó sensación en París y Versalles, con los periódicos locales como el Journal de París informando casi a diario sobre sus movimientos.
La pintora de cámara Elisabeth Vigée-Lebrun, que estaba en el apogeo de su fama e influencia entre la élite parisina, vio a los embajadores en la ópera. Ella recordó más tarde: "Vi a estos indios en la ópera, y me parecieron tan asombrosamente pintorescos que pensé que quería dibujarlos. Pero cuando le informaron a su intérprete que nunca se dejarían pintar a menos que lo pidiera el Rey, logré obtener ese favor de Su Majestad."
Amiga personal de María Antonieta, los embajadores recibieron de inmediato una solicitud real, y acordaron posar para la artista en su hotel de París. La pintora representó al embajador "de pie con la mano en la daga." El retrato refleja la idea que tenía de un indio poderoso una dama europea de la época. La intensidad en la representación no tiene análogo en la obra de la artista. Un rictus de crueldad es suavizado por la elegancia de su atuendo. Dervish Khan luce su atuendo tradicional de noble mogol, en tejido de fina muselina que ya había sido adoptada en la moda francesa.
Cuando el cuadro se secó y la artista envió por él, Dervish Khan se negó a entregarlo. Vigée-Lebrun persuadió a su sirviente para que lo robara y pronto descubrió que Dervish se disponía a matar al criado, y solo se calmó cuando lo convencieron de que el rey necesitaba su retrato. De nuevo en sus manos, Lebrun lo exhibió en el Salón de 1789, donde fue recibido con gran curiosidad y elogios de la crítica. En octubre, sin embargo, la artista huyó de París a Italia, temiendo por su vida cuando las turbas invadieron Versalles. El cuadro quedó en propiedad de su esposo.

## Procedencia
El retrato de Mahomet Dervisch-Kam, primer embajador de Typpo-Sultan se mostró en el Salón de París de 1789 en su ausencia, junto con un retrato monumental aún más alto de Mahomet Usman-Kam, segundo embajador de Typpo-Sultan (actualmente en paradero desconocido). Ambos cuadros fueron muy admirados debido a que los propios embajadores habían causado sensación con su llegada el año anterior. Los tres embajadores regresaron a la India sin lograr la ansiada alianza y el sultán les cortó la cabeza, lo que dotó a ambos cuadros de un atractivo aún mayor por su lúgubre simbolismo.

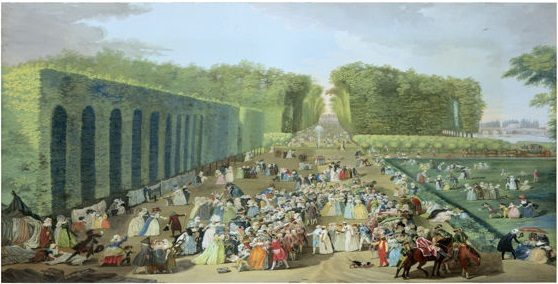
Paseo de los embajadores de Tipu Sultan en el Parque de Saint-Cloud, de Charles-Eloi Asselin.
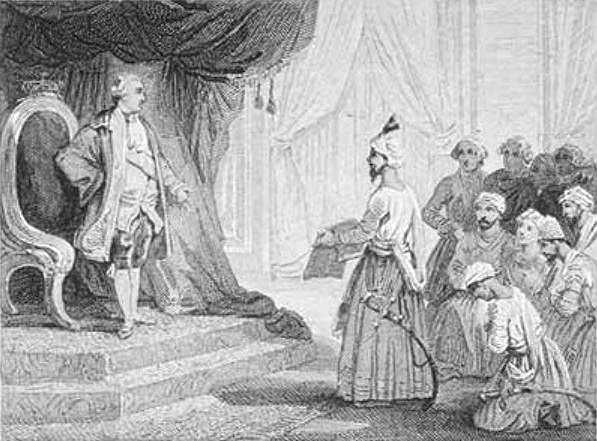
Luis XVI recibe a los embajadores en 1788 para negociar posibles alianzas franco-indias.
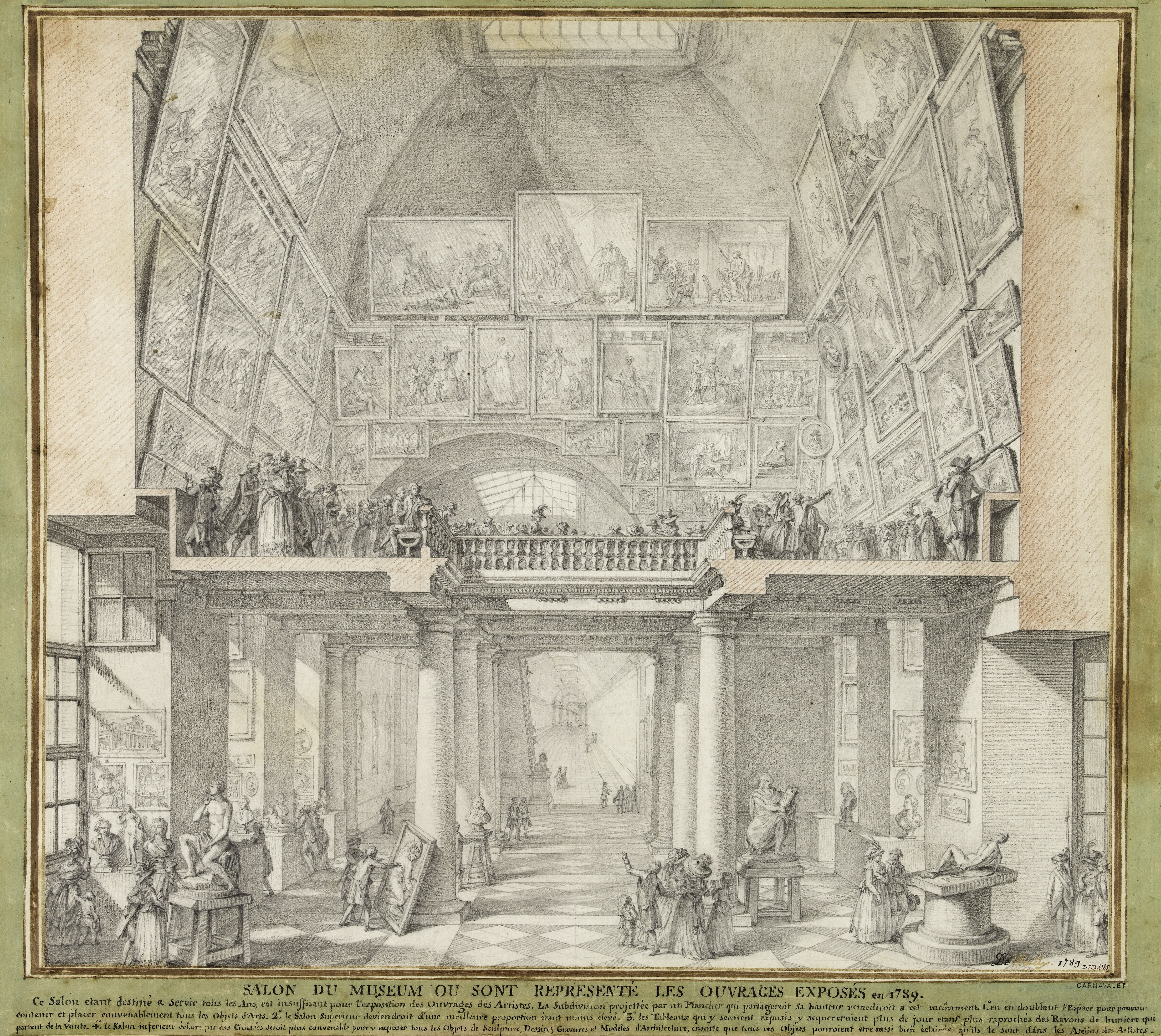
Pinturas expuestas en el salón de 1789, de Charles De Wailly.